# 里卡多·圭拉爾德斯
里卡多·圭拉尔德斯·戈尼（西班牙語：Ricardo Güiraldes Goñi，1886年2月13日—1927年10月8日），一译吉拉尔德斯，阿根廷小说家、诗人，生于名门世家，长期生活于彭巴草原上的牧场与法国，亦曾游历世界各国，最终在法国逝世。他也是后期高乔文学的代表性作家之一，主要著作有小说《堂塞贡多·松布拉》。

## 生平

### 早年生涯
里卡多·圭拉尔德斯于1886年出生在阿根廷布宜诺斯艾利斯附近圣安东尼奥德阿雷科的一个名门世家，其父母分别是曼努埃尔·圭拉尔德斯与多洛雷斯·戈尼·科尔（Dolores Goñi y Coll），两人皆为阿雷科镇创始人鲁伊斯·德·阿雷利亚诺（Ruiz de Arellano）的后裔:697，其中曼努埃尔也是20世纪初阿根廷一位有名望的政治家，曾于1908年至1910年担任布宜诺斯艾利斯市长。圭拉尔德斯从小随父母迁居巴黎，并在当地接受早期教育，直到6岁时才随家庭返回阿根廷，因此他的法语跟德语讲得比西班牙语更流利，而少年时期旅居欧洲的经历也为他成年后文学创作的深刻性奠定了基础，回到阿根廷後，圭拉尔德斯住在家族位于阿雷科的牧场里，接触到了高乔文化，并接受家庭教师洛伦索·塞瓦略斯（Lorenzo Ceballos）的教诲，但后来却因为哮喘发作被父母送到克肯居住了两年:697-698，而在牧场的生涯亦为他的高乔文学作品《堂塞贡多·松布拉》等提供了灵感。

### 創作起始
离开克肯并完成高中学业後，圭拉尔德斯在建筑学院就读，并在课后致力于阅读德文儿童文学作品，1905年，他结识了未来的妻子阿德莉娜·德尔·卡里尔（Adelina del Carril），同时转往法学学校就读，亦担任一家法院的书记员，但不久后便因对文学的喜好而放弃了学业，离开法院前往银行及拍卖行工作，在业余时间则不断地阅读福楼拜、雨果、莫泊桑等法国作家的作品，甚至到了痴迷的地步，而其父也对他越发喜好文学、不务正业表示不满:698:30。1910年，阿根廷政府为了纪念五月革命100周年，在布宜诺斯艾利斯市举办了盛大的庆祝典礼，圭拉尔德斯时任布市市长的父亲曼努埃尔·圭拉尔德斯也被当局委以重任，负责筹办，但圭拉尔德斯本人并没有参加此次活动，而是与友人罗伯托·莱维列尔等人前往法国巴黎:698-699，在当地，他时常获邀参加名流的聚会，并因长于探戈舞蹈而受到欢迎，而他们在法国推广探戈的成功也令其在阿根廷被重新定义，成为阿国所有阶层都认可的舞蹈艺术，是次旅行亦激发了他对伦理学和形而上学的兴趣，在法國的生活經歷，也大概忠实地反映于其在1917年出版的自传体小说《拉乌乔》中。离开法国後，圭拉尔德斯继续游历世界各国，但在1912年回到阿根廷後，对他的放荡不羁颇为不满的父亲切断了对他的资助，圭拉尔德斯只好投靠他的另一个友人雕塑家阿尔韦托·拉戈斯，开始静心写作，同年，他还加入了亚历杭德罗·布斯蒂略等旅法知识分子以及维多利亚·奥坎波等受过教育的女性组成的文艺团体，并再度遇到了阿德莉娜·德尔·卡里尔，两人坠入爱河，并于翌年结婚:699-701。
1915年，圭拉尔德斯开始对外出版自己的文学作品，当年，他将诗集《水晶牛铃》（El cencerro de Cristal）以及短篇小说集《死亡和鲜血的故事》（Cuentos de muerte y de sangre）交给了莱奥波尔多·卢贡内斯，卢贡内斯对前者赞赏有加，但在出版发行後，读者并不喜欢这些作品，销量低迷，倍感失望的圭拉尔德斯将这些书的副本丢进了井底，但他的妻子捡回了其中的一部分:701:31。1916年，他偕妻子以及友人阿尔弗雷多·冈萨雷斯·加拉尼奥（Alfredo González Garaño）等人从智利出发，一路向北游历到牙买加，直到1917年返回阿根廷，并出版第三部作品《拉乌乔》，当年，他还与加拉尼奥等人成立了一个青年委员会，旨在敦促阿根廷官方与德意志帝国断绝关系，并将议案提交国会，但总统伊波利托·伊里戈延基于其在一战中的中立政策否决了此议案:701。1918年，他在奥拉西奥·基罗加主办的《插图故事》（El cuento ilustrado）杂志上发表了自己的小说《车站田园诗》（Un idilio de estación），并花了二十天的时间写成，每天一章，1922年，他将这本小说以羅紹拉（Rosaura）的名称再版，并献给基罗加的妹妹洛丽塔:701。

### 后半生及逝世

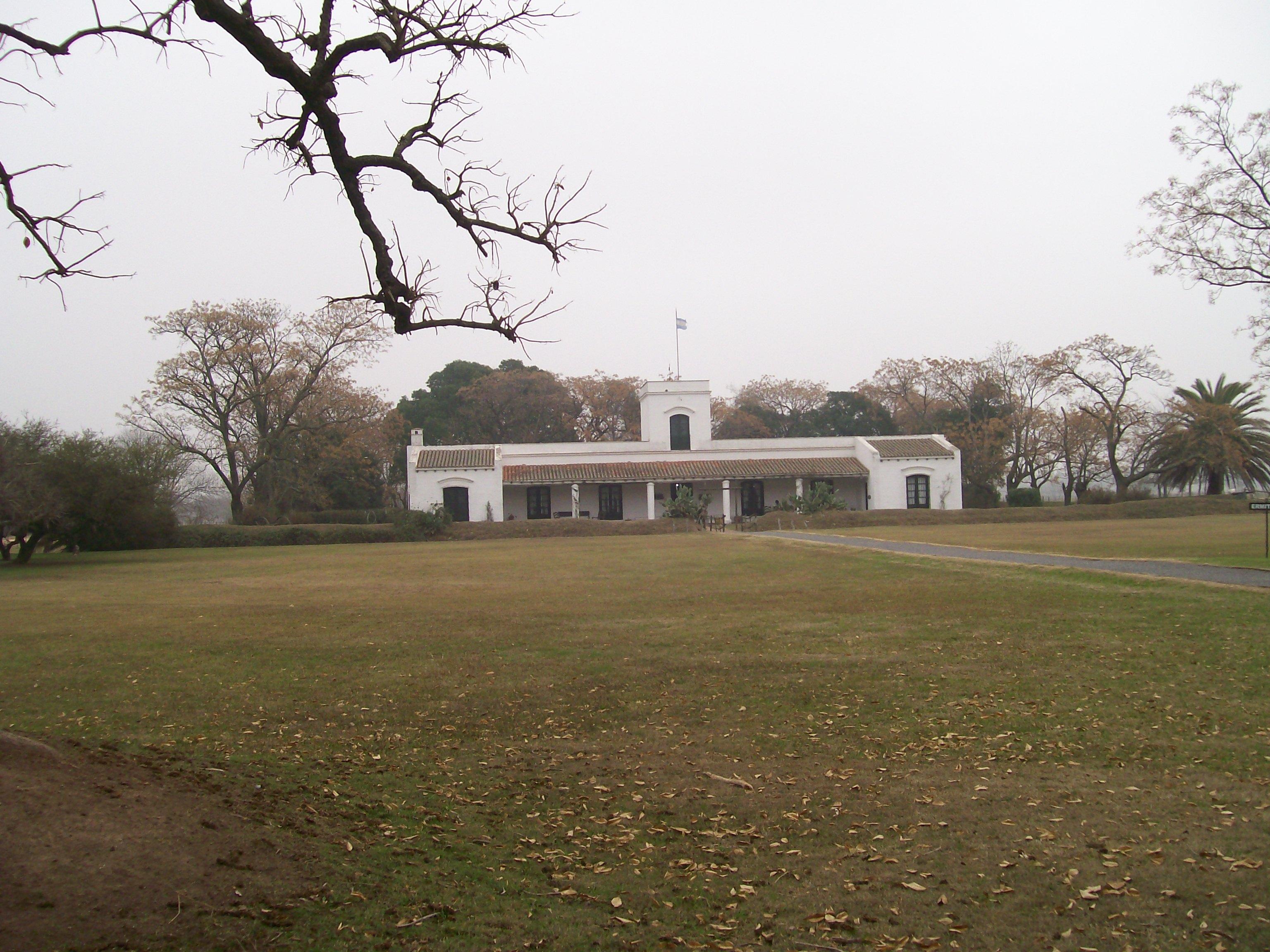
里卡多·圭拉尔德斯博物馆

第一次世界大战结束后，圭拉尔德斯再度前往欧洲漫游，到达巴黎后，他开始创作《堂塞贡多·松布拉》，并完成了小说前十章:704。1920年，他回到阿根廷，先后创作了诗歌《神秘的诗》（Poemas místicos）、《孤独的诗》（Poemas solitarios）以及短篇小说集《六篇布宜诺斯艾利斯的故事》、《小径》（El sendero），但并未出版，他还在1923年发表了以自己1916年牙买加之旅为背景的小说《克萨迈加》（Xamaica）。1924年，圭拉尔德斯前往布宜诺斯艾利斯定居，同时成为《马丁·菲耶罗》杂志社的撰稿人，还与博尔赫斯等作家创立了《船头》（Proa）杂志，但一年后就因收益不佳而被迫停刊:705-706，亦于1926年完成了《堂塞贡多·松布拉》，正式对外出版。1927年，他第三次前往法国游历，试图经当地前往印度，但却因喉癌逝世于巴黎，而《堂塞贡多·松布拉》则在他临终前获得了阿根廷的国家奖励:706-707。圭拉尔德斯逝世后安葬在家乡阿雷科，为了纪念他的贡献，阿根廷政府还将其故居改建成里卡多·圭拉尔德斯高乔博物馆，开放给观光客参观。

## 文学

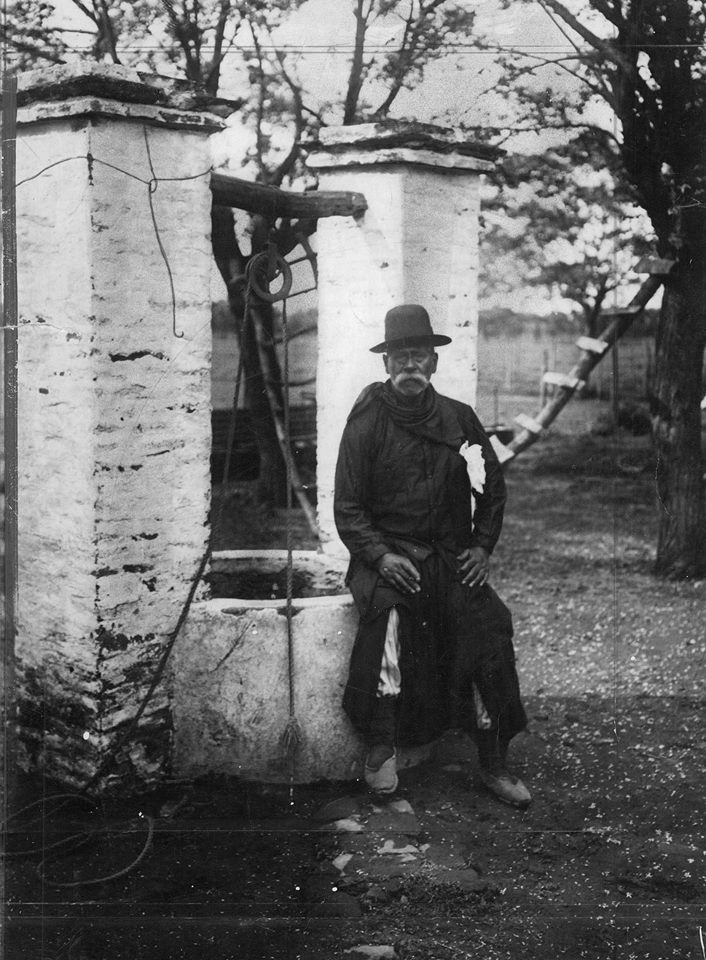
塞贡多·拉米雷斯，堂塞贡多·松布拉的原型人物

圭拉尔德斯的文学创作风格同时受到了後现代主义与前卫派的影响，其在阿雷科牧场的生活深刻影响了他的写作内容，其早期作品《水晶牛铃》、《死亡和鲜血的故事》、《拉乌乔》等以风格别致见称，对阿根廷人民的风俗习惯有着深入的描绘，而高乔人恬淡的生活同布宜诺斯艾利斯等大城市的气氛之对比，也在作品中有所展现。亦读过何塞·埃尔南德斯的高乔史诗《马丁·菲耶罗》，其本人也是与该诗歌同名的一家杂志社的编者。1926年出版的《堂塞贡多·松布拉》是圭拉爾德斯的主要作品，小说以阿雷科的一位高乔人塞贡多·拉米雷斯为原型，讲述了一位少年被堂塞贡多所吸引，跟随其前往彭巴草原生活的故事，其中，主角堂塞贡多也是作者笔下高乔人的理想化形象，兼备了高乔人坚毅友善的品质，又具有异于高乔人博学多才的特点，但也如其名字（亦即西班牙语“影子”）一样神秘。《堂塞贡多·松布拉》是高乔文学的代表性作品之一，其文字清新优美，对高乔文化、彭巴草原有细致的描写，它的问世也令自《马丁·菲耶罗》以后趋于式微的高乔文学得到了一次重生，但高乔文学也从此进入尾声，该作品亦与羅慕洛·加列戈斯的《堂娜芭芭拉》以及何塞·欧斯塔西奥·里韦拉的《漩涡》并列为“拉丁美洲三大小说”。
19世纪末20世纪初的拉丁美洲名流多向往法国等欧洲国家，圭拉尔德斯本人也不例外，他在成年後曾三次赴法，但以自己在智利、秘鲁以及牙买加等地的旅行为基础的小说《克萨迈加》（Xamaica）则在一定程度上扭转了这种传统的精英旅行观念，也重新发现了中南美洲的美学存在，展示了对拉丁美洲传统文化的欣赏，具有文化民族主义的特点。

## 延伸阅读
- Güiraldes, Ricardo. . 由王央乐翻译. 上海市: 上海译文出版社. 1984. OCLC 298800913.